# Anas breweri
Anas breweri é um híbrido natural entre o marreco-selvagem e a marreca-frisada.  John James Audubon pintou um espécime e o classificou como uma nova espécie, dando-lhe o nome de pato de Brewer, em homenagem a seu amigo ornitólogo Thomas M. Brewer.

A pintura feita por John James Audubon retrata um indivíduo macho adulto